# Borough de Haines
El borough de Haines (en inglés: Haines Borough), fundado en 1968, es uno de los 19 boroughs del estado estadounidense de Alaska. En el año 2006, el borough tenía una población de 2,257 habitantes y una densidad poblacional de 1 persona por km². El borough no tiene sede de borough ya que es un borough consolidado como ciudad.

## Geografía
Según la Oficina del Censo, el condado tiene un área total de 7060 km² (2725,9 mi²), de la cual 6070 km² (2343,6 mi²) es tierra y 990 km² (382,2 mi²) (14.02%) es agua.

### Boroughs adyacentes
- Borough de Skagway - noroeste
- Ciudad y Borough de Juneau - sureste
- Municipalidad de Anchorage - norte
- Área censal de Hoonah-Angoon - este
- Columbia Británica, Canadá - oriente
- Región Stikine, Canadá - noroeste - este

## Demografía
Según el censo de 2000, había 2,392 personas, 991 hogares y 654 familias residiendo en la localidad. La densidad de población era de 0,34 hab./km². Había 1,419 viviendas con una densidad media de 0,20 viviendas/km². El 82.53% de los habitantes eran blancos, el 0.13% afroamericanos, el 11.50% amerindios, el 0.71% asiáticos, el 0.08% isleños del Pacífico, el 0.42?% de otras razas y el 4.64% pertenecía a dos o más razas. El 1.38% de la población eran hispanos o latinos de cualquier raza.

## Localidades
| - Covenant Life - Excursion Inlet - Haines - Lutak - Mosquito Lake - Mud Bay |